# Médiathèque Louis-Aragon
 (septembre 2024).
La médiathèque Louis-Aragon est une bibliothèque municipale publique française, située dans la commune du Mans, dans la Sarthe. Elle fut inaugurée dans le quartier des Halles en 1988. Elle se situe à mi-chemin du point culminant de la butte du Greffier, symbolisé par le Palais des Congrès et de la Culture. Elle est grande de 7 700 m² dont 4 000 m² pour le service au public. Son architecture cubique, conçue autour d'un large patio, fut imaginée par l’architecte Jean-Louis Bertrand. Il s'agit de la médiathèque centrale gérant l'ensemble du réseau des 5 autres médiathèques et bibliothèques réparties dans la seule ville du Mans. De fait, elle est l'héritière de l'ancienne bibliothèque municipale du Mans, née en 1789 et disparue en même temps que l'ouverture de la nouvelle médiathèque. Elle bénéficie ainsi du statut de bibliothèque municipale classée, obtenu par l'ancienne bibliothèque en 1933. 

## Histoire des bibliothèques du Mans

### Naissance et composition du premier catalogue

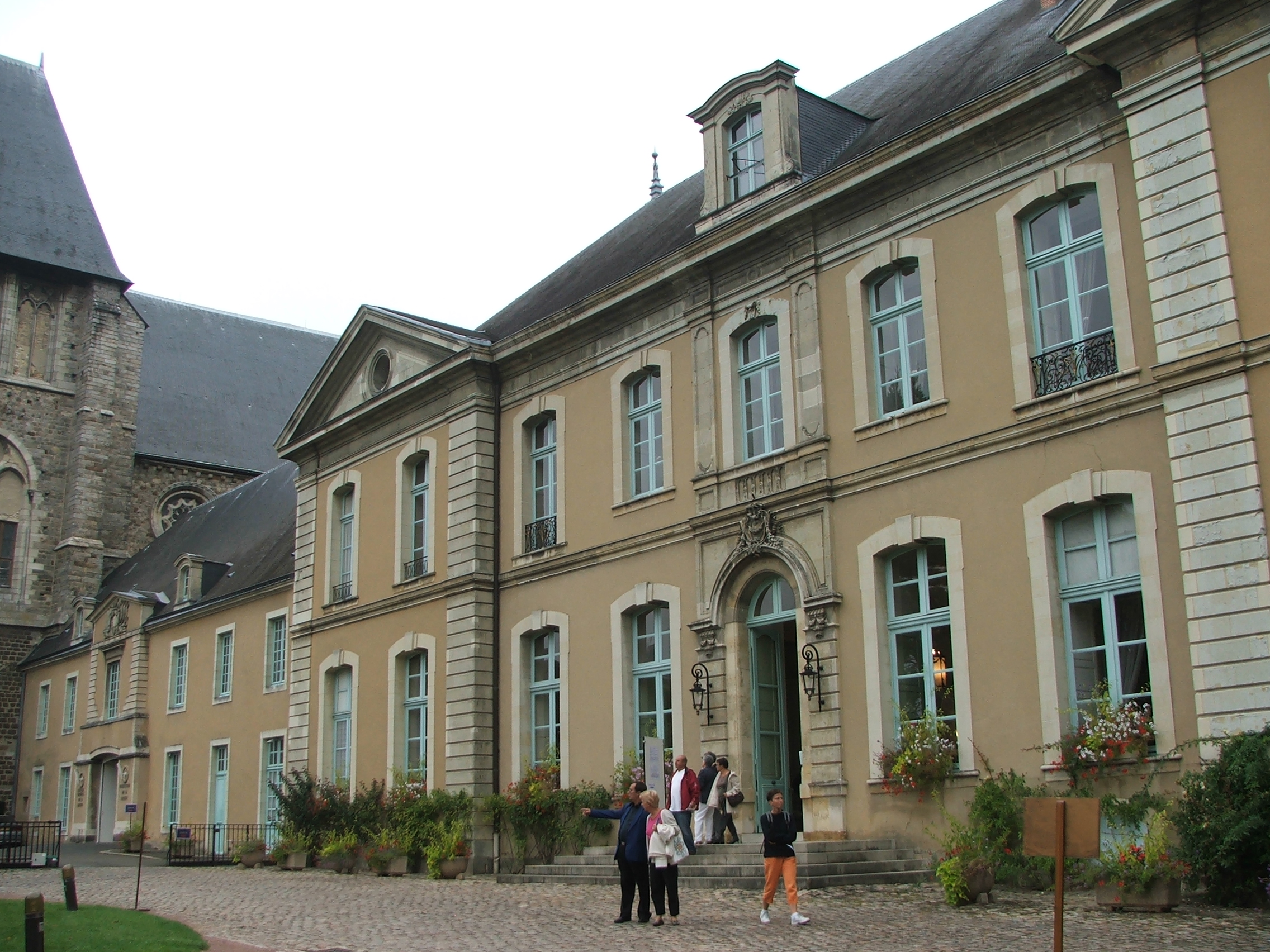
L'abbaye de la Couture

La première bibliothèque municipale est née au Mans grâce aux confiscations révolutionnaires en 1789. Elle bénéficie principalement de la nationalisation des biens des différentes communautés religieuses. Les bibliothèques des abbayes de la ville et du département sont entreposées dans trois « dépôts littéraires » situés à l’abbaye Saint-Vincent (actuelle Lycée Bellevue), à l’abbaye de la Couture (actuelle préfecture) et au collège de l’Oratoire(actuel lycée Montesquieu). Sont ainsi réunis plusieurs dizaines de milliers d'ouvrages. L'abbaye Saint-Vincent possédait notamment de grandes œuvres mauristes, notamment lieu de naissance de l’ambitieuse Histoire littéraire de la France. La bibliothèque de la Couture conservait surtout des manuscrits copiés dans son scriptorium à l’époque romane. On y trouva le plus ancien codex du trésor de la cathédrale Saint-Julien du Mans, un sacramentaire qui remonterait à l’époque de l’évêque carolingien Aldric. 
Il fallut plus de dix ans pour effectuer un tri efficace. Il y eut ensuite bien des hésitations sur le choix du local. Les ouvrages sélectionnés furent regroupés à la Couture déjà réservée aux services préfectoraux. Elle acquiert le statut de bibliothèque municipale, à la charge de la ville, en 1803. Les collections s’enrichissent durant le XIXe siècle par divers achats et quelques dépôts ministériels. Sont effectués des dons et des legs (notamment des fonds Lusson, des fonds Guillier et des fonds Étoc-Demazy). Le catalogue est complété depuis le premier inventaire, réalisé en 1805. Celui-ci avait fait l’objet d’une publication par Fénelon Guérin à la suite d'un travail de 10 ans entre 1879 à 1909. En application des lois de séparation des Églises et de l’État, nombre d’ouvrages anciens furent à nouveau attribués à la ville. Ils constituent aujourd’hui le fonds dit « du séminaire ». L'établissement reste à la Couture jusqu'en 1931, souvent doublé d'un musée.

### Nouvel aménagement et première extension
En cette même année 1931, l’établissement est bien trop petit. Il faut le déménager vers des locaux plus spacieux. Les anciens bureaux de la fonderie Chappée sont choisis pour leur grande surface. Le bâtiment, situé rue Gambetta, est aujourd'hui occupé par les Archives de la Ville et de Le Mans Métropole. De 1932 à 1970, la ville mène une politique volontariste de développement de la lecture publique. Lors de l'année scolaire 1962-1963, les services de la bibliothèque sont doublés. La section d’« Étude » destinée à la documentation et à la recherche s'enrichit d'une section de « Lecture publique » dans la vue d'offrir au plus grand nombre des ouvrages de distraction et de culture générale. Une section entièrement consacrée à la jeunesse voit le jour en 1971. En même temps, les quartiers périphériques sont desservis à partir de 1970 par un bibliobus. La première annexe de quartier s’ouvre en 1973 dans une salle de la Maison des Jeunes au Ronceray, alors quartier ouvrier. La bibliothèque est classée en 1965.

### Naissance de la médiathèque et extension du réseau

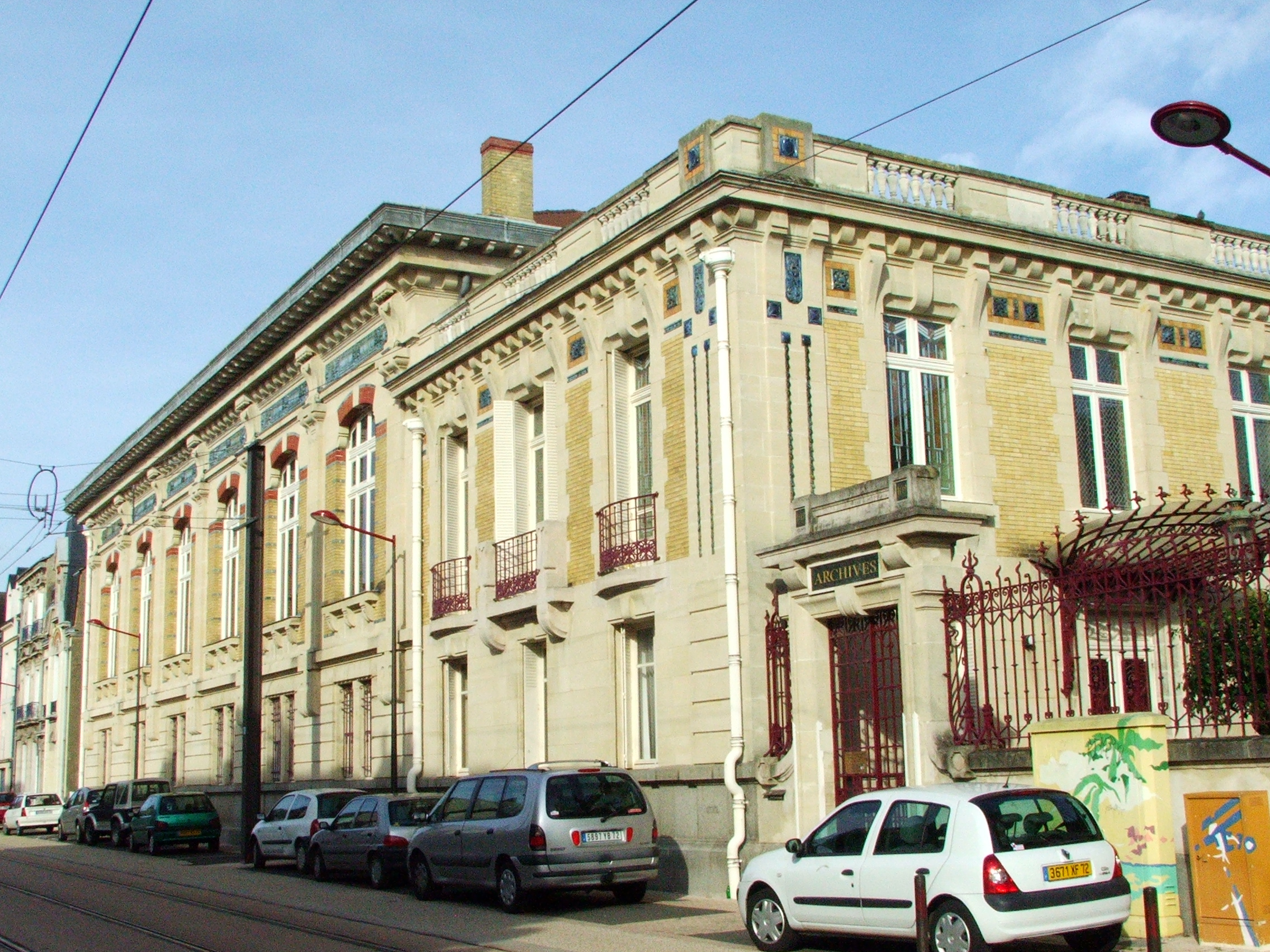
Ancienne Bibliothèque centrale Gambetta

La bibliothèque est de nouveau à l’étroit au début des années 1980. La première médiathèque de la ville est aménagée en 1988 dans le bâtiment actuel, imaginé par l’architecte Jean-Louis Bertrand. C'est la première fois que la bibliothèque centrale dispose de locaux spécialement construits à son usage. Sont intégrés à la nouvelle médiathèque des supports audiovisuels. En 40 ans, l’établissement a multiplié par 10 son nombre d’inscrits (de 1 600 en 1965 à 16 000 aujourd’hui) et par plus de 20 le volume de ses prêts (de 40 000 en 1965 à 900 000 aujourd’hui). Ces années marquent également la naissance d'un réseau de proximité à travers la ville. Après la création de la bibliothèque du Ronceray en 1973, celle-ci donne l'exemple. Malgré son succès, elle se trouve à l'étroit. La décision de rénover cette bibliothèque est prise en 2007. En 2010 elle devient la première Médiathèque de proximité de par sa superficie (600 m2) et offre à la population des quartiers sud non seulement des collections enrichies des supports multimédia mais également 15 postes de consultation internet, bureautique et jeux. En 1974, c'est l'ouverture de la bibliothèque des Vergers, aménagée à la base dans une simple maison mancelle. Elle se situe au sud-est du centre-ville, dans le quartier Jean-Jaurès. En 1995, c'est l'inauguration de la médiathèque de l'Espal, ouverte en même temps que le Centre culturel l'Espal, dont elle est une composante importante. Elle est à l'heure actuelle la seconde médiathèque de quartier. Elle est à la base un lieu d'expérimentation, car située en plein cœur d'un quartier difficile (classé ZEP) : le quartier des Sablons. Elle dispose d'une collection importante d'œuvres audiovisuelles, notamment d'œuvres anciennes enregistrées sur supports vidéo et n'ayant pas été rééditées. Elle participe majoritairement à la mission de lecture publique de masse. En 2002, ouvre la bibliothèque Jean-Moulin dans les quartiers sud de la ville (dans la Maison pour Tous Jean-Moulin) ainsi que la médiathèque des Saulnières dans les quartiers nord-ouest. Cette dernière est intégrée à la Maison des loisirs et de la culture les Saulnières (labellisée Scène de proximité) et est la première médiathèque de quartier à offrir un espace multimédia en libre accès. En marge de ces six bibliothèques gérées par le service municipal, on trouve d'autres bibliothèques indépendantes ou spécialisées comme la bibliothèque universitaire du Ribay, la Bibliothèque Médicale André François Lemanissier (BML) ou la bibliothèque théâtrale Paul Scarron. Deux autres bibliothèques du réseau Bibliothèques pour tous se trouvent situées en centre-ville. Pour les recherches locales sur le patrimoine, deux services d'archives sont disponibles : les archives départementales de la Sarthe dans le quartier de Pontlieue et les Archives du Mans situées dans les anciens bureaux de la fonderie Chappée rue Gambetta.

## Les fonds

### Les fonds précieux
Les fonds précieux regroupent des ouvrages d'une richesse et d'une importance inestimables. Dans ce fonds, on trouve près de 700 manuscrits datant du haut Moyen Âge à nos jours. Pour les plus anciens, environ 130 datent de la période du Moyen Âge. Le fonds regroupe également quelque 400 incunables imprimés avant 1501. Ils proviennent encore une fois de saisies dans les lieux ecclésiastiques du Maine, mais leur impression fut certainement effectuée ailleurs, la première impression mancelle datant de 1546. On trouve également des ouvrages rares, précieux ainsi que des éditions originales d'artistes ou encore des ouvrages bibliophiles tout à fait contemporains.

### Les fonds Ancien et Recherche
Le fonds dit ancien est constitué d'ouvrages entrés dans la bibliothèque municipale avant l'année 1909. Il s'agit de la date de publication du dernier catalogue imprimé. Ce fonds est large de quelque 130 000 volumes de diverses provenances. Certaines œuvres proviennent de confiscations opérées durant la Révolution française. Ce sont des ouvrages pris principalement dans les bibliothèques des nombreuses abbayes de tout le département. Les collections les plus importantes proviennent de l'abbaye Saint-Vincent du Mans, de l'abbaye de la Couture, du collège de l'Oratoire, du séminaire de la Mission ou encore de l'abbaye de Beaulieu, au nord-est de la ville. Certaines entrées datent du XIXe siècle par achats ou dépôts du ministère de l'Instruction publique. Puis, on trouve encore des collections ecclésiastiques dévolues à la bibliothèque par suite des lois de séparation des Églises et de l'État, il s'agit pour bon nombre de fonds de séminaires dont le traitement et l'archivage sont longs et fastidieux, et se poursuivent toujours aujourd'hui. À l'inverse, le fonds Recherche comporte des ouvrages postérieurs à 1909. Le fonds recherche comporte également des ouvrages universitaires partagés avec le catalogue de l'université du Maine, des campus du Mans et de Laval.

### Les fonds spécialisés
La médiathèque dispose de plusieurs fonds spécialisés sur des thèmes définis, souvent en rapport avec la ville et avec ses traditions, son histoire.
- Le fonds Maine regroupe un ensemble d'ouvrages et de revues anciennes ou modernes relatives à l'histoire de la ville du Mans, de la ville de Laval, de la Sarthe et de l'ancienne province du Maine en général. Il est riche d'environ 11 000 documents. Cependant, il s'accroît chaque année notamment grâce à l'acquisition de la production actuelle, toujours en progression. La médiathèque fait également de nombreux achats rétrospectifs. S'y ajoutent les fonds Paul Cordonnier-Detrie, historien et conservateur de la bibliothèque, du musée et des archives de la ville du Mans au siècle dernier regroupe papiers, documents concernant l'histoire locale, écrits ou collectés par cet érudit. Les fonds sont encore en cours de classement.

- Le fonds Automobile contient ouvrages et revues concernant les transports terrestres roulants à moteur dans leur grande diversité. On trouve de nombreux ouvrages traitant de leurs aspects techniques, économiques, sociologiques et bien sûr sportifs. Une partie de la médiathèque est d'ailleurs réservé à la recherche sur le sport automobile. Ces fonds sont riches d'environ 11700 documents. Il a été commencé au début des années 1970.

- Le fonds Adrien-Louis Lusson, est un fonds architectural hérité en partie de l'architecte du XVIIe siècle du même nom. Au total, ce sont 3300 dessins ou plans d'architecture de divers auteurs, tous consultables.

- Les fonds Albert Guillier, ancien ingénieur des Ponts et Chaussées, regroupe 700 documents du XIXe siècle dans le domaine de la géologie et de la paléontologie.

- Les fonds Gustave Etoc-Demazy, premier médecin-chef de l'asile d'aliénés du Mans (actuel hôpital Etoc-Demazy) propose 400 documents du XIXe siècle concernant la médecine psychiatrique.

- Les fonds Norbert Dufourcq sont eux, spécialisés dans la musicologie. La collection possède quelques partitions anciennes, ou encore quelques affaires personnelles du musicologue André Tessier, notamment son abondante correspondance. Cependant au moment du don, le donateur voulut qu'elle ne soit consultable qu'à partir de 2015. Vœu qui sera respecté par le service traitement de la médiathèque.

## Héritage des bibliothèques ecclésiastiques

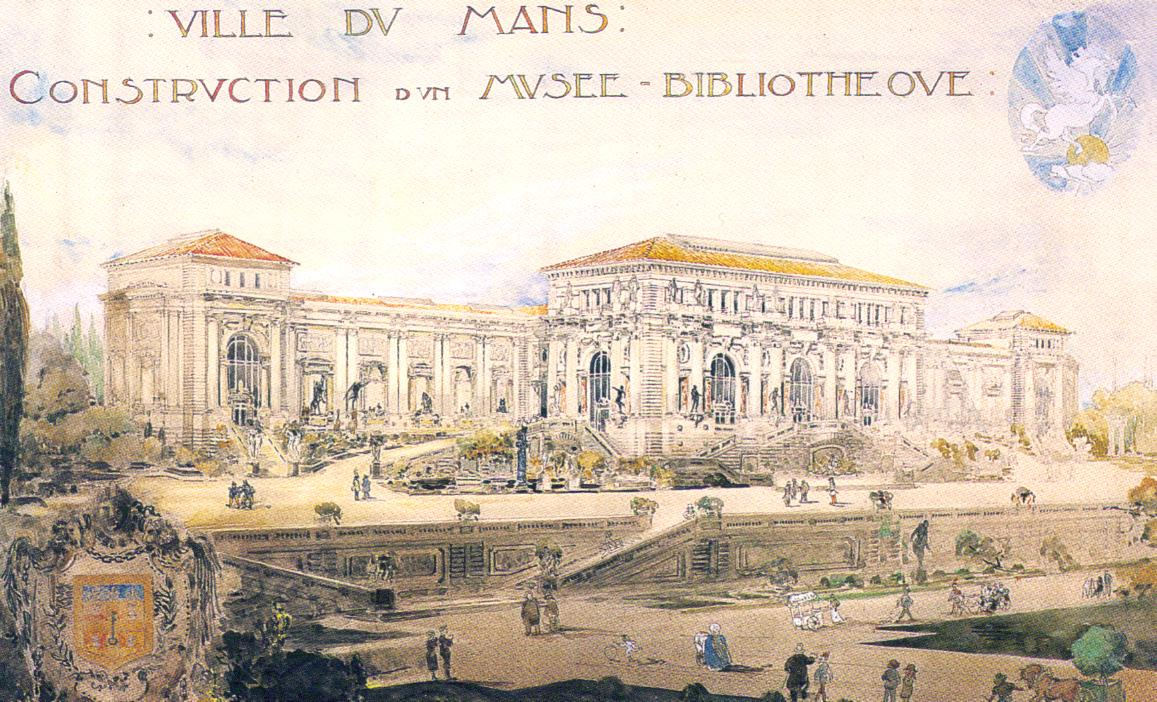
Projet du Musée Bibliothèque, début du XXe siècle

Tous les anciens ouvrages hérités des bibliothèques des abbayes de la Sarthe forment le « fonds du séminaire ». Ce fonds regroupe 38 000 volumes provenant de l’évêché du Mans, du grand séminaire du Mans et du petit séminaire de Précigné. L'ensemble des œuvres datent du XVIe au XIXe siècle. La bibliothèque de l'évêché fut ravagée par un grand incendie en 1871. Ainsi, elle ne comptait plus que 7 000 ouvrages en 1905. La bibliothèque de l'ancien grand séminaire comportait quant à elle plus de 25 000 ouvrages. Cependant, de nombreuses pièces provenaient déjà de rapatriements effectués depuis plusieurs abbayes de la province. Après la Révolution, de nombreuses saisies furent faites pour remplir la bibliothèque municipale du Mans. Cependant, un trafic parallèle vit le jour. Les ouvrages jugés comme rebut ou doubles firent l'objet de trocs et de rapatriements divers. Il en va de même pour les ouvrages jugés, à l'époque, sans intérêt. C'est ainsi que la bibliothèque du séminaire réussit à se remplir. Le monastère Sainte-Marie d'Évron fut mystérieusement épargné, ce qui constitua également une bonne partie de la collection du séminaire. Plusieurs collections privées d'ecclésiastiques vinrent achever l'ensemble. La bibliothèque du « petit séminaire » de Précigné contenait quelque 20 000 volumes. La collection fut presque entièrement constituée par l’abbé Charles Paumard, un ancien supérieur de l'établissement. La collection regroupe nombre d'ouvrages critiques et didactiques destinés aux maîtres et aux apprenants. Les trois collections intègrent le catalogue de la bibliothèque municipale en 1905, en vertu de la loi de séparation de l'Église et de l'État. La bibliothèque du séminaire était alors située dans les sous-sol de l'abbaye Saint-Vincent. Le regroupement et le tri durera jusqu'en 1936, date à laquelle la collection intégrera le reste du catalogue dans les locaux de la rue Gambetta. Les conservateurs et les bibliothécaires jugèrent la collection de peu d'intérêt, tant et si bien qu'elle restera en l'état jusqu'au déménagement en 1988. Dans le lot, on trouva quatre incunables et une bible du XIIe siècle, œuvre des copistes de La Couture au Mans. Le travail de catalogage dura jusqu'en 2008, surtout afin d'informatiser toutes ces ressources. Parallèlement, il fallut faire un important travail matériel relatif à l'entretien des ouvrages.